# Whenever You Need Somebody (canção)
"Whenever You Need Somebody" é uma canção escrita e produzida pelos SAW que se tornou famosa na voz de dois de seus artistas, O'Chi Brown, em 1985 e Rick Astley, em 1987.

## Versão de O'Chi Brown
A canção foi escrita originalmente para a cantora inglesa O'Chi Brown, sendo lançada em novembro de 1985 pela Magnetic Records. Não obteve grande sucesso no UK Singles Chart, atingindo a posição #97. 
Em 1986, o single foi lançado nos Estados Unidos, onde se tornou um hit número um nos charts dance. Contudo, a canção não conseguiu entrar no chart da Billboard Hot 100. A faixa posteriormente foi incluída no álbum de estúdio de Brown, O'Chi, em 1986.
Quando a música foi regravada por Rick Astley em 1987, a Magnet relançou o single no formato de 12" com novos remixes, já ao fim de 1987.
| Charts (1985)                        | Posição de pico |
| ------------------------------------ | --------------- |
| UK Singles (Official Charts Company) | 97              |
| Chart (1986)                         | Posição de pico |
| U.S. Billboard Hot Dance Club Play   | 1               |
| U.S. Billboard Hot R&B/Hip-Hop Songs | 88              |

## Versão de Rick Astley
Em 1987, Rick Astley regravou a canção, que futuramente se tornaria a faixa-título e segundo single de seu álbum de estréia que venderia milhões, Whenever You Need Somebody, também escrito e produzido pelos Stock Aitken Waterman (SAW). A faixa foi um hit de sucesso na Europa para Astley, atingindo o número #1 em sete países, e continuando o sucesso de seu smash hit anterior, "Never Gonna Give You Up". Apesar de não ter sido lançado como single nos EUA, foi lançado como seu quarto single no Canadá. O clipe foi gravado na praia de Las Canteras e no hotel vizinho Reina Isabel. 
A faixa conseguiu atingir a posição número #3 no dia 1 de novembro, sendo barrada por George Michael e pelos Bee Gees com as respectivas canções "Faith" e "You Win Again". Na semana seguinte, a faixa caiu para a quarta posição, conseguindo, contudo, voltar à terceira posição, se mantendo lá por duas semanas, sendo barrada por "Got My Mind Set On You" de George Harrison e "China In Your Hand" de T'Pau.

### Tracklist
Single de 7"
1. "Whenever You Need Somebody" — 3:26
2. "Just Good Friends" — 3:45

Single de 7" - Picture Disc
1. "Whenever You Need Somebody" — 3:26
2. "Just Good Friends" — 3:45

12" Maxi
1. "Whenever You Need Somebody" (Lonely Hearts Mix) — 7:34
2. "Whenever You Need Somebody" (Instrumental) — 3:50
3. "Just Good Friends" — 3:45

### Desempenho nas tabelas musicais

#### Charts semanais
| Tabela musical (1987–88)             | Posição de pico |
| ------------------------------------ | --------------- |
| Austrália (Kent Music Report)        | 3               |
| Áustria (Ö3 Austria Top 40)          | 4               |
| Dinamarca (IFPI)                     | 2               |
| França (SNEP)                        | 11              |
| Alemanha (Media Control Charts)      | 1               |
| Islândia (RÚV)                       | 17              |
| Irlanda (IRMA)                       | 3               |
| Noruega (VG-lista)                   | 2               |
| Espanha (AFYVE)                      | 2               |
| Suécia (Sverigetopplistan)           | 1               |
| Suíça (Schweizer Hitparade)          | 1               |
| UK Singles (Official Charts Company) | 3               |

#### Tabelas de fim-de-ano
| Tabela musical (1987)                | Posição |    |
| ------------------------------------ | ------- | -- |
| Países Baixos (Dutch Top 40)         | 46      |    |
| UK Singles (Official Charts Company) | 26      |    |
| Tabela musical (1988)                | Posição |    |
| Austrália (ARIA)                     | 12      |    |
| Europa (European Hot 100 Singles)    | 69      | 69 |
| Alemanha (Media Control Charts)      | 28      |    |